# Maria Tadeáš z Trauttmansdorffu
Hrabě Maria Tadeáš kardinál z Trauttmansdorffu; německy : Maria Thaddäus von Trautmannsdorff, křtěn Maria Juda Tadeáš Josef Alois Vincenc Ferrerský Vilém (28. května 1761 Štýrský Hradec – 20. ledna 1819 Vídeň) byl rakouský šlechtic z rodu Trauttmansdorffů a duchovní, v letech 1794–1811 působil jako v pořadí 15. biskup královéhradecký, ovšem záležitosti diecéze řídil až do roku 1815, kdy papež potvrdil jeho volbu olomouckým arcibiskupem a 2. arcibiskup olomoucký (1811–1819). Kardinálem byl jmenován 23. září 1816.

## Život
Pocházel ze starého šlechtického rodu Trauttmansdorffů, patřil ke štýrské hraběcí linii. Narodil se jako čtvrtý syn hraběte Vejkarta Josefa z Trauttmansdorffu (1711–1788) a jeho druhé manželky Marie Anny, rozené z Wurmbrand-Stuppachu (1733–1807). Absolvoval gymnázium ve Štýrském Hradci, poté pokračoval od roku 1780 ve studiu na koleji Collegium Germanicum v Římě, zapsal se také jako student na univerzitě v Pavii. Studium dokončil promocí v roce 1782 a v roce 1783 byl vysvěcen na kněze, zároveň se stal nesídelním kanovníkem v Olomouci a začal působit jako farář v Krnově. V roce 1785 byl přeložen jako děkan do Holešova, kde se naučil česky. V této době se profiloval jako stoupenec josefinismu a uplatnil se i jako spisovatel.
V roce 1793 byl jmenován biskupem v Terstu, ale než se tam odebral, stal se v srpnu 1794 královéhradeckým biskupem. Oficiálně byl ve funkci potvrzen v roce 1795 a biskupské svěcení přijal v kroměřížském kostele sv. Mořice od olomouckého arcibiskupa Antonína Colloreda. Slavnostní intronizace na biskupský stolec se konala 3.–4. října 1795. V Hradci Králové trvale sídlil v biskupské rezidenci, stejně jako předchůdci ale také často pobýval na zámku Chrast. Měl snahu o zlepšení církevního školství, v Hradci Králové založil teologický seminář a po osobní intervenci v Praze a Vídni dosáhl také obnovení gymnázia v Německém Brodě. Svůj zájem věnoval také péči o chudé a pro děti zaměstnanců biskupských statků zřídil penzijní fond. Proslul i jako bibliofil, jeho knihovna je dnes umístěna v biskupské rezidenci.
Arcibiskupem v Olomouci byl zvolen v listopadu 1811, vzhledem k probíhajícím napoleonským válkám a internaci papeže Pia VII. ve Francii byl ve funkci oficiálně potvrzen až v roce 1815, do té doby také souběžně nadále spravoval záležitosti královéhradecké diecéze. V letech 1816–1818 vykonal velkou vizitační cestu po olomoucké arcidiecézi a v roce 1817 získal za zásluhy velkokříž Leopoldova řádu. Zemřel náhle při návštěvě Vídně 20. ledna 1819 ve věku 57 let. Je pohřben v kryptě katedrály svatého Václava v Olomouci.

## Majetkové a rodinné poměry
Jeho soukromým majetkem bylo panství Medlešice na Chrudimsku, které koupil v roce 1810.. Tento majetek po něm zdědil nejmladší bratr Joachim.
Maria Tadeáš pocházel početné rodiny, měl osm sourozenců. Nejstarší bratr Jan Nepomuk (1757–1809), byl c. k. tajným radou, komořím a v letech 1808–1809 zemským maršálkem v Dolním Rakousku Díky dědictví a sňatku získal majetek v Českém království (Staré Hobzí, Jemnice, Herálec). Další bratr Maria Vejkart (1760–1842) byl knězem a v letech 1828–1842 generálním vikářem olomoucké arcidiecéze. Nejmladší z bratrů Joachim (1771–1835) byl c. k. komořím, v roce 1819 zdědil Medlešice, později koupil Záběhlice u Prahy.